# Władisław Babiczew
Władisław Anatoljewicz Babiczew (ur. 18 lutego 1981 w Kazaniu) – rosyjski siatkarz, grający na pozycji libero. Od sezonu 2018/2019 występuje w drużynie Akademia Kazań.

## Sukcesy klubowe
Mistrzostwo Rosji:
- 2007, 2009, 2010, 2011, 2012, 2014, 2015, 2016, 2017, 2018
- 2004, 2005, 2008, 2013

Puchar Rosji:
- 2004, 2007, 2009, 2014, 2015, 2017

Liga Mistrzów:
- 2008, 2012, 2015, 2016
- 2011
- 2013

Superpuchar Rosji:
- 2008, 2009, 2010, 2011, 2012, 2015, 2017

Klubowe Mistrzostwa Świata:
- 2017
- 2015
- 2009, 2011